# Bruine grootoogboktor
De bruine grootoogboktor (Arhopalus rusticus) is een keversoort uit de familie van de boktorren (Cerambycidae). De wetenschappelijke naam van de soort werd gepubliceerd in 1758 door Linnaeus in de tiende editie van Systema naturae.